# Alain Van Lancker
Alain Van Lancker (* 15. Mai 1947 in Paris) ist ein ehemaliger französischer Radrennfahrer.
1968 startete Alain Van Lancker mit dem französischen Bahnvierer bei den Olympischen Spielen in Mexiko-Stadt in der Mannschaftsverfolgung, der sich allerdings nicht platzieren konnte. Mit Jack Mourioux als Partner gewann er 1967 das Sechstagerennen für Amateure in West-Berlin.
1969 wurde er Profi und bestritt vorzugsweise Sechstagerennen; er startete bei 78 und gewann insgesamt acht. Unter seinen Partnern befanden sich Patrick Sercu (1973 in Köln), Klaus Bugdahl, Peter Post und Jack Mourioux. Zweimal errang er zudem einen französischen Titel, 1969 im Omnium und 1973 im Steherrennen. 1971 wurde er Dritter der Europameisterschaft im Dernyrennen.